# Río Oraque
El río Oraque es un río del sur de España que discurre en su totalidad por el territorio del centro de la provincia de Huelva, en la comunidad autónoma de Andalucía. Su cauce posee una longitud de 36 kilómetros y atraviesa varios municipios hasta desembocar en el río Odiel. 

## Curso
Tiene una longitud de unos 36 km. Nace en Sierra Pelada de donde recibe aportes de otros arroyos como la Rivera de la Panera y la Rivera de la Pelada. La mayoría de estos arroyos son estacionales, de aporte exclusivamente pluvial y en general presentan cierta torrencialidad. Transcurre por el término municipal de El Cerro del Andévalo y sirve de límite entre los municipios de Calañas y Villanueva de las Cruces, en donde recibe al arroyo Cascabelero por su margen derecha. Después hace de límite entre Calañas y Alosno hasta su desembocadura en el río Odiel cerca del pantano del Sancho que embalsa las aguas del vecino Rivera de Meca.

## Flora y fauna
Debido al carácter estacional de los arroyos de la cabecera del Oraque, las especies más representativas del bosque-galería en la cuenca alta del Oraque se limitan a zonas puntuales donde se encuentran algunas alisedas de Alnus glutinosa con   álamos (Populus nigra) o fresnos (Fraxinus angustifolia), así como tarajes (Tamarix africana). Más abundantes son los zarzales (Rubus ulmifolius), espinares (Crataegus monogyna) y adelfares (Nerium oleander).

## Contaminación minera
La cuenca del río Odiel drena materiales de la Faja Pirítica Ibérica, región metalogénica que contiene importantes yacimientos de sulfuros que han sido explotados intensamente. Como consecuencia existen por toda la cuenca grandes volúmenes de residuos mineros en los que se produce la oxidación de los sulfuros y se genera un lixiviado con una gran concentración en metales tóxicos y acidez conocido como drenaje ácido de minas (AMD en sus iniciales en inglés). Como consecuencia, la mayor  parte de su red fluvial está intensamente degradada por AMD y el Odiel supone el principal aporte de contaminantes a la Ría de Huelva y el Golfo de Cádiz. La subcuenca del Oraque presenta una elevada afección por AMD por los lixiviados procedentes, sobre todo, de las minas de San Telmo y Tharsis de modo que se han contabilizado 141 km de cauces contaminados, lo que supone un 40% de toda la red fluvial.